# Confederação das Associações de Futebol da América do Norte, Central e Caribe
CONCACAF (Confederation of North, Central America and Caribbean Association Football, Confederação de Futebol de Associação da América do Norte, Central e Caribe (português brasileiro) ou Caraíbas (português europeu)), é o órgão que governa o futebol continental na América do Norte, América Central e o Caribe. Três entidades da América do Sul, as nações independentes da Guiana e Suriname, e a Guiana Francesa, também são membros.
A CONCACAF foi fundada na sua presente forma em 1961 e é uma das seis confederações aliadas à FIFA. São suas funções primárias organizar competições para seleções e clubes e conduzir as Eliminatórias.

## História

Logo da Concacaf até 2018.

Conhecida como Confederação das Associações Nacionais de Futebol da América do Norte, América Central e Ilhas do Caribe, sua fundação ocorreu no México em 18 de setembro de 1961, a partir da fusão da Confederação Centro-Americana e do Caribe de Futebol (CCCF). Confederação Norte-Americana de Futebol (NAFC). É composto por três sub-regiões: América do Norte (3 associações membros sob a entidade regional) North American Soccer Union (NAFU), que não está funcionando), América Central (7 associações membros sob a entidade regional Unión Centroamericana de Fútbol - UNCAF) e Caribe (31 associações membros da entidade regional Caribbean Football Union - CFU).
No Congresso Ordinário da Concacaf de 2013, realizado na Cidade do Panamá, Cinco Associações Nacionais que anteriormente tinham status de Associado – Guiana Francesa, Guadalupe, Martinica e São Martinho – tornaram-se membros plenos . No Congresso Ordinário da Concacaf realizado no Brasil em 2014, a ilha de Bonaire foi aceita pelo congresso como Membro Associado.

## Países membros
Como órgão regulador do futebol na América do Norte, América Central e Caribe, a prioridade da Concacaf é servir suas 41 Associações Membro, garantindo que estamos cumprindo nossas metas estratégicas ONE Concacaf.

### Zona norte-americana (NAFU) - 3
- Canadá
- Estados Unidos
- México

### Zona centro-americana (UNCAF) - 7
- Belize
- Costa Rica
- El Salvador
- Guatemala
- Honduras
- Nicarágua
- Panamá

### Zona caribenha (CFU) - 31
- Anguila
- Antígua e Barbuda
- Aruba
- Bahamas
- Barbados
- Bermudas
- Bonaire
- Cuba
- Curaçau
- Dominica
- Granada
- Guadalupe
- Guiana
- Guiana Francesa
- Haiti
- Ilhas Caimã
- Ilhas Virgens Americanas
- Ilhas Virgens Britânicas
- Jamaica
- Martinica
- Monserrate
- Porto Rico
- República Dominicana
- Santa Lúcia
- São Cristóvão e Neves
- São Martinho Francês
- São Martinho Neerlandês
- São Vicente e Granadinas
- Suriname
- Trinidad e Tobago
- Turcas e Caicos

## Representantes da CONCACAF na Copa do Mundo
- Copa do Mundo de 1930 - 
  Estados Unidos 
  México
- Copa do Mundo de 1934 - 
  Estados Unidos
- Copa do Mundo de 1938 - 
  Cuba
- Copa do Mundo de 1950 - 
  Estados Unidos 
  México
- Copa do Mundo de 1954 - 
  México
- Copa do Mundo de 1958 - 
  México
- Copa do Mundo de 1962 - 
  México
- Copa do Mundo de 1966 - 
  México
- Copa do Mundo de 1970 - 
  El Salvador 
  México
- Copa do Mundo de 1974 - 
  Haiti
- Copa do Mundo de 1978 - 
  México
- Copa do Mundo de 1982 - 
  El Salvador 
  Honduras
- Copa do Mundo de 1986 - 
  Canadá 
  México
- Copa do Mundo de 1990 - 
  Costa Rica 
  Estados Unidos
- Copa do Mundo de 1994 - 
  Estados Unidos 
  México
- Copa do Mundo de 1998 - 
  Estados Unidos 
  Jamaica 
  México
- Copa do Mundo de 2002 - 
  Costa Rica 
  Estados Unidos 
  México
- Copa do Mundo de 2006 - 
  Costa Rica 
  Estados Unidos 
  México 
  Trinidad e Tobago
- Copa do Mundo de 2010 - 
  Estados Unidos 
  Honduras 
  México
- Copa do Mundo de 2014 - 
  Costa Rica 
  Estados Unidos 
  Honduras 
  México
- Copa do Mundo de 2018 - 
  Costa Rica 
  México 
  Panamá
- Copa do Mundo de 2022 - 
  Canadá 
  Costa Rica 
  Estados Unidos 
  México
- Copa do Mundo FIFA de 2026 - 
  Canadá 
  Estados Unidos 
  México

## Participações em copas do mundo
- 18 Participações - 
  México
- 12 Participações - 
  Estados Unidos
- 6 Participações - 
  Costa Rica
- 3 Participações - 
  Canadá 
  Honduras
- 2 Participações - 
  El Salvador
- 1 Participação - 
  Cuba 
  Haiti 
  Jamaica 
  Panamá 
  Trinidad e Tobago.

## Competições

### Seleções
|                            | Ativas                        | Inativas                        |
| -------------------------- | ----------------------------- | ------------------------------- |
|                            | Copa Ouro da CONCACAF         | CONCACAF Championship           |
|                            | Copa Ouro Feminina            | Copa do Caribe .                |
|                            | Liga das Nações da CONCACAF   | Copa das Nações UNCAF           |
|                            | Campeonato da CONCACAF Sub-20 | Copa das Nações Norte-americana |
|                            | Campeonato da CONCACAF Sub-17 | Copa NAFC                       |
|                            | Campeonato da CONCACAF Sub-15 | Copa CCCF                       |
| CONCACAF Futsal Campeonato |                               |                                 |

### Clubes

#### Ativas
- Liga dos Campeões da CONCACAF
- Campeonato de Clubes da CFU - O campeonato de clubes para a Zona do Caribe, onde o vencedor se qualifica para a Liga dos Campeões da CONCACAF.
- Liga da CONCACAF

#### Extintas
- Copa Gigantes da CONCACAF (2001)
- Copa Interclubes da UNCAF (1971-2007) - O campeonato de clubes para a Zona Centro-americana
- Recopa da CONCACAF (1991-1995)
- Copa Interamericana - Realizada em parceria com a CONMEBOL, era disputada entre os campeões da Copa Libertadores e da Copa dos Campeões da CONCACAF.

## Desempenho dos integrantes da CONCACAF em campeonatos internacionais

### Títulos de seleções
- Copa do Mundo de Futebol Feminino 
  Estados Unidos (1991, 1999, 2015, 2019)
- Jogos Olímpicos
  - medalha de ouro - 
  Canadá (1904)[a] 
  México (2012)
- Jogos Olímpicos (futebol feminino)
  - medalha de ouro - 
  EUA (1996, 2004, 2008, 2012, 2024) 
  Canadá (2020)
- Copa das Confederações
  -  México (1999)
- Jogos Pan-americanos
  - medalha de ouro - 
  México (1967, 1975[b], 1999, 2011) 
  Estados Unidos (1991)
- Jogos Pan-americanos (Futebol Feminino)
  - medalha de ouro - 
  Estados Unidos (1999) 
  Canadá (2011)
- Campeonato Mundial de Futebol Sub-17
  - 
  México (2005, 2011)
- Copa do Mundo de Futebol Feminino Sub-20
  - 
  EUA (2002, 2008)
- Universíada
  - medalha de ouro - 
  México (1979)
- Jogos da Boa Vontade (futebol feminino)
  - medalha de ouro - 
  Estados Unidos (1998)
- Jogos da Francofonia
  - medalha de ouro - 
  Canadá (1989, 1997)
- Macabíadas (futebol feminino)
  - medalha de ouro - 
  Estados Unidos (2009)

#### Campanhas de destaque de seleções
- Copa do Mundo
  - 3º lugar -  EUA (1930)***
- Copa do Mundo de Futebol Feminino
  - 2º lugar -  EUA (2011)
  - 3º lugar -  EUA (1995, 2003, 2007)
  - 4º lugar -  Canadá (2003)
- Jogos Olímpicos
  - medalha de prata -  EUA (1904)****;
  - medalha de bronze -  EUA (1904)****
- Jogos Olímpicos (Futebol Feminino)
  - medalha de prata - 
  Estados Unidos (2000,
  - medalha de bronze - 
  Canadá (2012, 2016) 
  Estados Unidos 2020)
- Copa das Confederações
  - 2º lugar -  Estados Unidos (2009)
  - 3º lugar - 
  Estados Unidos (1992, 1999);  
 México (1995);
  - 4º lugar - 
  México (2005)
- Copa América
  - 2º lugar - 
  México (1993, 2001);
  - 3º lugar -

 México (1997, 1999, 2007) 
  Honduras (2001) 
- - 4º lugar - 
  Canadá (2024); 
  EUA (1995)
- Jogos Pan-americanos
  - medalha de prata - 
  México (1955, 1991, 1995, 2015), 
  Honduras (1999, 2019) 
  Costa Rica (1951) 
  Bermuda (1967) 
  Cuba (1979) 
  Jamaica (2007)
  - medalha de bronze -

 México (2003, 2007, 2019, 2023) 
  Estados Unidos (1959, 1999) 
  Cuba (1971, 1991)
  Guatemala  (1983) 
  Trinidad e Tobago (1967) 
  Antilhas Neerlandesas (1955)
- Jogos Pan-americanos (Futebol Feminino)
  - medalha de prata -  México (1999);  Canadá (2003);  EUA (2007)
  - medalha de bronze -  México (2003, 2011);  Costa Rica (1999);  Canadá (2007)
- Campeonato Pan-americano
  - 3º lugar -  Costa Rica (1956);  (1960)
  - 4º lugar -  Costa Rica (1960)
- Campeonato Mundial de Futebol Sub-20
  - 2º lugar -  México (1977)
  - 3º lugar -  México (2011)
  - 4º lugar -  EUA (1989);  Costa Rica (2009)
- Campeonato Mundial de Futebol Sub-17
  - 4º lugar -  EUA (1999)
- Copa do Mundo de Futebol de Areia
  - 2º lugar -  EUA (1995),  México (2007*****)
  - 3º lugar -  EUA (1997)
  - 4º lugar -  El Salvador (2011*****)
- Copa do Mundo de Futebol Feminino Sub-20
  - 2º lugar -  Canadá (2002)
  - 3º lugar -  EUA (2004)
  - 4º lugar -  EUA (2006)
- Copa do Mundo de Futebol Feminino Sub-17
  - 2º lugar -  EUA (2008)
- Universíada
  - medalha de bronze -  EUA (1997)
- Universíada (futebol feminino)
  - medalha de prata -  EUA (1993)
- Torneio Bicentenário dos EUA
  - 4º lugar -  EUA (1976)
- Jogos Olímpicos da Juventude (masculino)
  - medalha de prata:  Haiti (2010)
- Macabíadas
  - medalha de prata -  México (2001);  EUA (2005) México
  - medalha de bronze -  México (2005)
- Macabíadas (futebol feminino)
  - medalha de bronze -  Canadá (2009)

***: junto com a Iugoslávia

****: O Comitê Olímpico Internacional distribuiu as medalhas de ouro, prata e bronze aos respectivos ganhadores. Jogou com duas equipes.

*****: organizado pela FIFA.

### Títulos de clubes
- Copa Interamericana:  América - 1978 de 1991;  Pumas UNAM - 1980,  DC United - 1998
- Copa Sul-Americana:  Pachuca - 2006

#### Campanhas de destaque de clubes
- Copa do Mundo de Clubes da FIFA*****
  - 2º lugar -  Tigres (2020),
  - 3º lugar -  Necaxa (2000),  Deportivo Saprissa (2005);  Monterrey (2012 e 2019);  Pachuca (2017)
  - 4º lugar -  América (2006);  Atlante (2009);  Cruz Azul (2014)
  - 5º lugar -  Pachuca (2010);  Monterrey (2011, 2013)
  - 6º lugar -  Pachuca (2007)
- Copa Libertadores da América
  - 2º lugar -  Cruz Azul (2001),  Chivas Guadalajara (2010),   Tigres (2015)
  - 3º lugar -  América (2008)
  - 4º lugar -  América (2000, 2002);  Chivas Guadalajara (2005, 2006)
- Recopa Sul-Americana
  - 2º lugar -  Pachuca (2007)
- Copa Sul-Americana
  - 2º lugar -  Pumas UNAM (2005);  América (2007)
  - 3º lugar -  Toluca (2006)
  - 4º lugar -  Chivas Guadalajara (2008)
- Copa Interamericana
  - 2º lugar -  Olimpia (1972 e 1988),  Deportivo Saprissa (1993 de 1995),  Toluca (1968),  Cruz Azul (1971),  Municipal (1974),  Atlético Español (1975),  CD FAS (1979),  Defense Force (1985),  Alajuelense (1986),  Pumas UNAM (1989),  Puebla (1991),  Cartaginés (1994)
- Campeonato Pan-Pacífico
  - 2º lugar -  Houston Dynamo (2008);  Los Angeles Galaxy (2009)
  - 3º lugar -  Los Angeles Galaxy (2008)
- Copa Merconorte
  - 3º lugar -  Chivas Guadalajara (2000),  Santos Laguna (2001)
  - 4º lugar -  Necaxa (2001)
- Copa Libertadores da América Sub-20
  - 3º lugar -  América (2011)

*****: O Los Angeles Galaxy, dos EUA, e o Olimpia, de Honduras, respectivamente campeão e vice-campeão da Copa dos Campeões da CONCACAF em 2000, ganharam o direito de disputarem o Mundial de Clubes da FIFA de 2001. Porém, com a falência da ISL, empresa de marketing esportivo que, na ocasião, era parceira da FIFA, o campeonato foi cancelado e o Galaxy e o Olimpia perderam a chance de serem as primeiras equipes estadunidense, hondurenha e da Major League Soccer (MLS, a liga estadunidense de futebol filiada à CONCACAF) a participarem dessa competição. Depois disso, essas equipes não tiveram, até o momento, oportunidade de participar da Copa do Mundo de Clubes da FIFA.